# Trận Ngọc Bích
Trận Ngọc Bích (chữ Hán: 玉壁之战, Ngọc Bích chi chiến) là trận đánh diễn ra vào thời Nam Bắc triều trong lịch sử Trung Quốc, giữa hai nước Đông Ngụy và Tây Ngụy. Năm 546 (năm Vũ Định thứ 4 nhà Đông Ngụy, năm Đại Thống thứ 12 nhà Tây Ngụy), quyền thần Cao Hoan nhà Đông Ngụy lần thứ hai tiến đánh cứ điểm trọng yếu của nhà Tây Ngụy là thành Ngọc Bích .

## Bối cảnh
Năm Vĩnh Hi thứ 3 đời Bắc Ngụy Hiếu Vũ Đế (năm 534), nhà Bắc Ngụy phân liệt thành Đông Ngụy và Tây Ngụy. Thực quyền của hai nước Ngụy đều nằm trong tay các thừa tướng Cao Hoan và Vũ Văn Thái, nhà vua chẳng qua chỉ là bù nhìn. Hai nước lấy Hoàng Hà làm ranh giới, Đông Ngụy lấy Nghiệp làm đô thành, chiếm hữu đại bộ phận đất đai từ cửa Hàm Cốc về phía đông của Bắc Ngụy; Tây Ngụy lấy Trường An làm đô thành, chiếm hữu một dải Quan Trung của Bắc Ngụy.
Cao Hoan dựa vào đất rộng người đông, lương nhiều ngựa khỏe, nắm giữ hầu hết những ưu thế chiến lược, muốn đánh một trận san bằng Tây Ngụy. Vũ Văn Thái hết sức cai quản nơi hẻo lánh Quan Tây, người thưa binh ít, lương thực thiếu thốn, chỉ có thể đi bước nào hay bước ấy, tích lũy từng chiến thắng một, càng ngày lòng tin và thực lực càng tăng.
Năm 534, quân Tây Ngụy vượt sông Hoàng Hà, chiếm được Thiệu Quận , tiến quân vào Hà Đông. Muốn giữ được Hà Đông, từng bước củng cố và phát triển thì Tây Ngụy cần phải giữ được Ngọc Bích.
Năm 538, Đông đạo hành đài nhà Tây Ngụy là Vương Tư Chính thấy được sự quan trọng của Ngọc Bích, dâng thư xin đắp thành, dời từ Hằng Nông của Hà Nam đến giữ Ngọc Bích. Triều đình Tây Ngụy vui vẻ đồng ý, còn ban chiếu gia phong Vương Tư Chính là Đô đốc việc quân các châu Phần, Tấn, Tịnh.
Việc Tây Ngụy chiếm được Hà Đông khiến cho Cao Hoan như ngồi trên lửa, thành Ngọc Bích trở thành cái xương trong cổ của ông ta. Năm 542, Cao Hoan lần thứ nhất đưa quân tấn công Ngọc Bích, tướng giữ thành của nhà Tây Ngụy khi đó chính là Vương Tư Chính. Vì trời lạnh, gió tuyết quá lớn, binh sĩ tử thương quá nhiều, Cao Hoan đánh Ngọc Bích không được nên trở về.

## Diễn biến
Năm 546, Cao Hoan lại một lần nữa đưa trọng binh đến dưới thành Ngọc Bích. Lần này ông dốc hầu như toàn bộ binh lực của cả nước, đóng trại liên tiếp mấy chục dặm, đặt quân trướng ở Bình Lũng cổ trấn. Đại tướng Vi Hiếu Khoan nhà Tây Ngụy soái quân kiên thủ thành trì.
Cao Hoan lệnh cho bộ hạ đắp gò đất ở phía nam thành, muốn từ trên cao đánh xuống, phá thành mà vào. Trong thành có hai tòa lầu cao, Vi Hiếu Khoan cho người trên lầu cao buộc ván nối vào nhau, đêm ngày quan sát rõ ràng, nghiêm mật phòng thủ, còn chuẩn bị một lượng lớn khí giới. Cao Hoan lại mệnh cho sĩ tốt ở phía nam thành đào địa đạo, ở phía bắc thành đắp núi đất, ngày đêm đánh thành không nghỉ. Vi Hiếu Khoan cho thủ hạ ở trong thành đào hào, lại trữ trong địa đạo một lượng lớn cỏ khô, quân địch mỗi lần tiến vào là bị bắt giết hoặc bị thiêu chết.
Cao Hoan cho người gấp rút chế tạo chiến xa có sức công phá mạnh mẽ, không có nơi nào chiến xa đến mà không bị phá vỡ. Vi Hiếu Khoan phái người làm ra những chiếc màn lớn, khiến cho chiến xa không thể tiến vào. Cao Hoan thấy chiến xa không còn đất dụng võ, lại buộc cành thông vào đầu sào, rưới dầu lên, rồi điểm hỏa, dùng thứ này để làm cháy đốt màn, đốt cả lầu. Vi Hiếu Khoan liền mệnh cho sĩ tốt làm móc sắt, mài lưỡi cho sắc, sào lửa vừa đến, từ khoảng cách rất xa đã bị chém gãy.
Cao Hoan thấy sào lửa vô hiệu, lại cho đào 21 con địa đạo dưới chân thành, chia làm bốn đường, rồi cho dựng rường cột bằng gỗ, rưới dầu lên rồi điểm hỏa, khiến cho cột gãy thì thành đổ. Vi Hiếu Khoan liền cho đặt hàng rào gỗ tại nơi tường thành sập đổ, khiến cho quân địch không thể đánh vào. Cao Hoan lại mệnh cho sĩ tốt dùng một loại cung nỏ gọi là "ngột đạo", hướng vào trong thành mà bắn. Vi Hiếu Khoan cho tướng sĩ trong thành đeo mặt nạ sắt để phòng hộ, đến sợi lông ngọn tóc cũng không bị tổn hại.
Thành Ngọc Bích không có sẵn nước, cần bổ sung từ sông Phần. Cao Hoan sai người trong đêm đến thượng du cắt đứt dòng chảy của sông Phần, nhưng Vi Hiếu Khoan đã cho dự trữ sẵn nước từ trước, nên chẳng làm gì được.
Cao Hoan dùng hết chiến thuật, đánh thành không được, liền phái tham quân Tổ Hiếu Chinh đến khuyên Vi Hiếu Khoan đầu hàng. Vi Hiếu Khoan đáp lại rằng:
Ta đường đường là nam tử hán Quan Tây, tuyệt đối không làm tướng quân hàng giặc!
Tổ Hiếu Chinh khuyên hàng không được, lại dùng kế li gián, hướng vào trong thành mà hô to:
Vi Hiếu Khoan chịu ân sủng và bổng lộc của Vũ Văn Thái, vì thế mới bán mạng như thế này. Các người hà tất phải theo ông ta vào nơi nước sôi lửa bỏng.
Sau đó Tổ Hiếu Chinh dùng tên bắn thư chiêu hàng có treo thưởng vào thành, thư viết: 
"Ai giết chết Vi Hiếu Khoan, mở cửa thành đầu hàng, sẽ được bái làm thái úy, phong làm Khai quốc quận công, thực ấp vạn hộ, thưởng vạn xúc tơ lụa."
Vi Hiếu Khoan trông thấy thư, cười khinh miệt mà viết vào mặt sau rằng: 
"Ai giết được Cao Hoan, cũng trọng thưởng như vậy."
Rồi sai người bắn thư ra ngoài.
Cao Hoan cuối cùng chỉ còn cách trói chặt người cháu của Vi Hiếu Khoan là Vi Thiên Khổn ở dưới thành, kề đao vào cổ Thiên Khổn dọa giết. Vi Hiếu Khoan không nao núng, làm cho sĩ tốt hết sức cảm động, càng thêm kiên định với niềm tin cùng tồn vong với thành.

## Kết quả
Cao Hoan khổ chiến 60 ngày, sĩ tốt tử thương hơn 7 vạn người, đều chôn ở một hố sâu. Quân Đông Ngụy không thể đánh phá như trước, Vi Hiếu Khoan phản công đoạt mất núi đất. Cao Hoan không làm gì được, quá tức giận và buồn bực mà phát bệnh, cuối cùng đành phải quyết định lui quân.
Vi Hiếu Khoan loan truyền tin tức Cao Hoan trúng tên bị thương mà chết. Vì muốn ổn định lòng quân, Cao Hoan đang nằm dưỡng bệnh trong trướng, gắng gượng trấn định, gặp gỡ các tướng, để Hộc Luật Kim hát Sắc Lặc ca. Cao Hoan là người đầu tiên hát theo, nhưng cấm mọi người không được rơi nước mắt đau lòng. Thành Ngọc Bích không hạ được, tổn thất nặng nề, hai tháng sau, Cao Hoan uất ức mà chết, hưởng thọ 52 tuổi.